# Balkh
För andra betydelser, se Balkh (olika betydelser).
Balkh (persiska & pashto: بلخ) är en mindre stad i provinsen Balkh i nuvarande norra Afghanistan. I kilinskrifter kallas staden Bhachtris och av grekerna Baktra och efter vilken landskapet Baktriana fått sitt namn. Den är den traditionella huvudorten i det historiska landskapet Baktrien och hade en beräknad folkmängd av 14 700 invånare 2012. På 500-talet f.Kr. erövrades staden av perserkungen Kyros II och införlivades i det akemenidiska riket. Staden kallades för ”städernas moder” av araberna som invaderade det som nu är Afghanistan och införde islam som religion. Balkh förstördes 1220 av Djingis khan och har aldrig lyckats resa sig till sin gamla storhet. År 1369 erövrade timuriderna staden.
En av sidenvägens sträckningar går genom staden, och här ska religionsstiftaren Zarathustra ha tagits emot av kung Vishtaspa och predikat sin religion.
Balkh är en viktig knutpunkt för persisk kultur, språk och litteratur. Staden är uppsatt på Afghanistans lista på förslag till världsarv.
Marco Polo (1254–1324) beskriver Balkh i sin reseberättelse:
| ”            | [..] en stor och präktig stad. Den var förr ännu mer betydande, men tatarerna har vid upprepade överfall delvis förstört stadens byggnader. Den hade många palats, byggda av marmor, och stora torg, vilket man ännu kan se fast allt ligger i ruiner. I denna stad tog Alexander konung Darius dotter till gemål. Även här är den muhammedanska religionen förhärskande. [...] | „ |
| – Marco Polo | |   |